# Ataque a estudiantes palestinos en Burlington
El 25 de noviembre de 2023, tres estudiantes de 20 años de ascendencia palestina fueron heridos en en un ataque ocurrido en Burlington, Vermont. Los estudiantes, que estaban de visita en Burlington para la celebración de Acción de Gracias,  portaban kuffiyas para mostrar solidaridad con Palestina en medio del genocidio en curso en Gaza cuando les dispararon en las inmediaciones de la Universidad de Vermont. Al día siguiente se detuvo a un sospechoso y el jefe de policía de Burlington declaró que el tiroteo estaba siendo investigado como un posible crimen de odio.

## Tiroteo
Tres estudiantes universitarios palestinos de 20 años de regresaban a casa de una de sus abuelas después de pasar la tarde jugando bolos durante una fiesta de cumpleaños, se encontraban cerca de la 
Universidad de Vermont y el Centro Médico de la universidad. Los estudiantes habían estado en Burlington desde el 22 de noviembre y se alojaban en la casa de uno de los familiares de los estudiantes. Se informó que los estudiantes hablaban una mezcla de árabe e inglés y dos de ellos portaban kufiyas cuando el sospechoso se acercó a ellos y comenzó a dispararles, aparentemente alcanzando solo a dos de ellos cuando estaba a unos 1,8 metros de distancia. Uno de los heridos pudo llamar al 911, mientras que el tercero huyó a la casa de un vecino antes de darse cuenta de que le habían disparado, mientras les pedía que llamaran al 911.

## Víctimas
Las víctimas eran estudiantes palestinos de la Universidad Brown, el Trinity College y el Haverford College. Los tres hombres crecieron juntos y habían asistido a la Escuela de los Amigos de Ramala, una escuela dirigida por los cuáqueros desde el jardín de infantes hasta el duodécimo grado, en la Cisjordania ocupada. Dos de los estudiantes eran ciudadanos estadounidenses palestinos-estadounidenses, y el tercero era residente legal permanente.
Los tres estudiantes resultaron heridos, con un disparo en el pecho, otro en la columna y uno en el trasero. La madre de la víctima más gravemente herida dijo a NPR que los médicos le habían dicho a la familia que era poco probable que su hijo pudiera volver a usar sus piernas. En respuesta a la noticia, el médico personal del rey Abdullah II de Jordania se puso en contacto con la familia del niño para identificar sus necesidades médicas y enviar un especialista.  En un comunicado, el joven dijo que era "una víctima de un conflicto mucho más amplio".
Su familia confirmó más tarde que estaba paralizado del pecho hacia abajo debido a una bala alojada en su columna vertebral.
En una declaración posterior al tiroteo, el estudiante que quedó discapacitado permanentemente dijo: "Si me hubieran disparado en Cisjordania, donde crecí, los servicios médicos que me salvaron la vida aquí probablemente habrían sido retenidos por el ejército israelí. El soldado que me disparó se iría a casa y nunca sería condenado".

## Sospechoso
Un hombre caucásico de 48 años fue arrestado y acusado de tres cargos de intento de asesinato en segundo grado, y continúan las investigaciones sobre posibles cargos de delitos de odio. Cuando los agentes federales llamaron a su puerta para arrestarlo, el sospechoso supuestamente abrió la puerta y les dijo a los funcionarios: "Los he estado esperando", y se negó a decir nada más.
Un registro posterior de su domicilio reveló una pistola junto con munición que era de la misma marca y calibre que los casquillos encontrados en la escena del tiroteo.

### Proceso legal
El sospechoso fue procesado por videoconferencia el 27 de noviembre, se declaró inocente y se encuentra detenido sin derecho a fianza. Actualmente se le acusa de tres delitos graves y, si es declarado culpable, podría enfrentarse a cadena perpetua.

## Reacciones
El senador estadounidense y ex alcalde de Burlington, Bernie Sanders declaró que era "profundamente perturbador que tres jóvenes palestinos fueran baleados aquí en Burlington, Vermont. El odio no tiene cabida aquí ni en ningún lado. Espero una investigación completa". El fiscal general de Estados Unidos, Merrick Garland, declaró: "Hay un miedo comprensible en las comunidades de todo el país". El entonces presidente Joe Biden condenó el ataque. El senador de Vermont, Peter Welch, también condenó el ataque. La vicepresidenta Kamala Harris calificó el ataque como un "sin sentido". El embajador Husam Zomlot declaró: "Los crímenes de odio contra los palestinos deben cesar". El fiscal del estado de Vermont para el condado de Chittenden, Vermont, lo calificó de "acto odioso".
El Comité Antidiscriminación Árabe-Americano declaró: "Tenemos motivos para creer que el tiroteo fue motivado por el hecho de que las tres [víctimas] eran árabes". Un grupo de rabinos del área de Burlington se pronunció sobre el tiroteo en una declaración conjunta en la que condenaron el tiroteo y expresaron su esperanza de que el autor del tiroteo fuera llevado ante la justicia. El grupo también se había puesto en contacto con el Centro Islámico de Vermont para ofrecer un mensaje de apoyo.
En una vigilia para los estudiantes de la Universidad Brown el 27 de noviembre, los manifestantes exigieron que la universidad desinvirtiera en Israel, lo que llevó a la presidenta de la universidad, Christina Paxson, a abandonar el podio mientras los estudiantes le gritaban "¡Vergüenza! ¡Vergüenza! ¡Vergüenza!". El 6 de diciembre tuvo lugar una sentada pacífica en el vestibulo principal de la Universidad Brown, organizada por la "Coalición de Desinversión de Brown". Cuarenta y un estudiantes fueron arrestados y acusados de invasión de propiedad privada. Más de 200 estudiantes protestaron por los arrestos el 11 de diciembre.